# 구도군

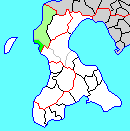
구도 군의 위치

구도군(일본어: 久遠郡)은 일본 홋카이도 히야마 지청의 군이다.
인구 6,683명, 면적 638.68km², 인구밀도 10.5명/km².(2025년 2월 28일, 주민기본대장인구)
이하 1정으로 구성된다.
- 세타나정(せたな町)

## 역사
1869년에 구도 군이 두어져 홋카이도 시리베시국에 포함되었다.
- 2005년 9월 1일 - 구도 군 다이세이 정이 세타나 군 기타히야마 정·세타나 정과 합병해 세타나 정이 되었다.